# 非代替性トークン

スマート・コントラクトによって生成される非代替性トークンのイメージ図。

非代替性トークン（ひだいたいせいトークン、英: non-fungible token、略称: NFT）とは、ブロックチェーン上に記録される一意で代替不可能なデータ単位（英: Units of information）である。

NFTは代替可能性（英: fungibility）がない唯一無二のデータであるという点で、ビットコインなどの暗号通貨とは異なる。NFTは、画像・動画・音声、およびその他の種類のデジタルファイルなど、容易に複製可能なアイテムを一意なアイテムとして関連づけることが可能である。
NFTは「関連づけられているファイルなどの真正性や所有権を証明する」と主張されているが、NFTによって保証・譲渡される法的権利は不明瞭な可能性が指摘されている。また、NFTには、関連づけられているファイルの共有や複製を制限する機能は存在せず、ファイルの著作権を必ず譲渡する訳でもなく、同一のファイルに関連づけられた別のNFTを無制限に発行可能である。
NFT含め、一般的な証明書と同様に、共同体など大多数の信用を得ることが出来なければ証明書としては機能しない。また、複製についても共同体などの大多数による対抗がなければ防止できない。例えば紙幣は共同体から信用を得られているため財産を示す書類として通用する。複製（偽札）も技術的には可能だが、共同体により罰せられる行為とされる。コピー機で現金がコピーできないのは共同体に反する行為を防止するためであり、技術的に実装できないわけではない。
NFTは主に投機資産として利用されているが、ブロックチェーンのトランザクションの検証に伴う電力消費とカーボンフットプリントへの懸念、および美術品詐欺などの悪徳商法に頻繁に利用されていることから批判されており 、一部には「NFT市場の構造はポンジ・スキームやネズミ講・マルチ商法と類似しており、人為的に価格が吊り上げられている」と指摘する声もある 。価格操作等の目的で「NFTを所有すればアート自体を所有できる」「NFTにすることでアートの複製防止ができる」などと言ったありもしない機能が吹聴されるなど社会問題になっている 。
2023年には大きく価値が暴落し、投資家が所有していたNFTの95 %が価値を喪失したとするレポートもある。

## 概要
NFTは、ブロックチェーンと呼ばれるデジタル台帳上に記録されている売買可能なデータ単位である。NFTは、特定のデジタル資産や物理的資産（コンピュータ上のファイルや物理的な物体など）、およびその資産を特定目的で使用するためのライセンスに関連づけることができる。NFT（および原資産を使用・複製・表示するための関連ライセンス）は、デジタル市場で売買することができる。
NFTは、暗号トークンのように機能するが、ビットコインなどの暗号通貨とは異なり、相互に交換することができない。つまり、代替可能性（英: fungibility）がない。ビットコインは各々が同一であるが、NFTは各々が異なる原資産を有している可能性があり、したがって異なる価値を持つことがある。NFTは、ブロックチェーンが暗号ハッシュ（一連のデータを識別するための文字列）の記録を以前の記録に紐づけ、識別可能なデータブロックの連鎖を形成することで生まれる。この暗号化されたトランザクションプロセスは、NFTの所有権を追跡するために使用されるデジタル署名を通じて、各デジタルファイルの真正性を保証するとされる。しかし、美術品の保管場所などの詳細を示すデータリンクは消滅する可能性があり、またNFTは必ずしもその作品の知的財産権の譲渡を伴うわけではない。

## 歴史

### 黎明期（2014年 - 2017年）
最初のNFTである『Quantum』は、2014年5月にニューヨークのニュー・ミュージアムで開催されたカンファレンス「Seven on Seven」のライブ・プレゼンテーションにおいて、ケビン・マッコイが作成し、アニル・ダッシュが購入した。彼らは当時、この技術を「マネタイズされた画像」（monetized graphics）と呼んでいた。代替不可能で取引可能なブロックチェーン・マーカーは、Namecoinによって可能となったオンチェーンのメタデータを介して、ユニークな芸術作品に明示的に紐づけられていた。これは、他のブロックチェーンやカウンターパーティーなど、マルチユニットで代替可能かつ、メタデータのない「カラードコイン」とは対照的である。
2015年10月には、最初のNFTプロジェクト「Etheria」が立ち上げられ、ロンドンで開催されたイーサリアム初のデベロッパー・カンファレンス「DEVCON 1」でデモンストレーションが行われた。Etheriaの457個の購入・取引可能な正方形のタイルのほとんどは、2021年3月13日にNFTへの関心が最熱するまで、5年以上も売れ残っていた。24時間以内に、現行バージョンと1 ETH（当時のレートでは43セント）にハードコードされた過去バージョンのすべてのタイルが、合計140万ドルで販売された。
「NFT」という言葉は、2017年にさまざまなNFTプロジェクトが立ち上がった後、同年のイーサリアムのGitHubを通じて初提案されたERC-721規格で初めて使われるようになった。それらのプロジェクトには、Curio Cards、CtyptoPunks（米国のスタジオ「Larva Labs」がイーサリアムのブロックチェーン上で公開した、ユニークな漫画キャラクターを取引するプロジェクト）、Decentralandなどが含まれる。この3つのプロジェクトは、カエルのペペのトレーディングカードとともに、当初の提案書で参照されていた。

### 関心の高まり（2017年後半 - 2021年）
NFTの認知度を高めるきっかけとなったのは、さまざまな仮想猫を飼ったり取引したりするオンラインゲーム「CryptoKitties」の成功である。このプロジェクトは公開後すぐに話題となり、1,250万ドルの投資を集め、中には1匹10万ドル以上で売られる仮想猫も現れた。この成功を受けて、CryptoKittiesは、2018年1月に作成されたERC-721規格（同年6月に最終決定）に追加され、「non-fungible token」を指す「NFT」という用語がさらに浸透した。
2018年には、2017年8月に初めてトークンを発売したブロックチェーンを基盤とする仮想世界「Decentraland」が、ICOで2,600万ドルを調達し、2018年9月時点で2,000万ドルの内部経済を持つようになった。CryptoKittiesの成功を受けて、2018年3月には、NFTを基盤とする同様のオンラインゲーム「Axie Infinity」が開始され、2021年5月には最も高価なNFTコレクションとなった。日本国内においても2019年6月25日に暗号資産（仮想通貨）を用いてカードを自由に売買できる「クリプトスペルズ」正式リリースされている。
2019年、ナイキは、NFTを使って物理的なスニーカーの信頼性を検証し、その靴のバーチャル版を顧客に提供する「CryptoKicks」というシステムの特許を取得した。
2020年初頭、CryptoKittiesの開発元であるDapper Labsは、NBAのハイライトをトークン化したコレクターズ・アイテムを販売するプロジェクト「NBA TopShot」のベータ版を公開した。このプロジェクトは、イーサリアムと比べて新しく効率的なブロックチェーンであるFlow上に構築された。同年末、このプロジェクトは一般に公開され、2021年2月28日時点で2億3000万ドル以上の総売上高があることが報告された。
NFT市場は2020年に急速な成長を遂げ、その価値は3倍の2億5000万ドルに達した。2021年の最初の三ヶ月間では、2億ドル以上がNFTに費やされた。

### 取引の急増（2021年 - 2022）
2021年には、NFTへの関心はさらに高まった。イーサリアム、Flow、Tezosなどのブロックチェーンでは、表されるデジタルアイテムが真正な唯一無二のものであることを保証するための特定の基準が設けられた。NFTは現在、芸術・音楽・スポーツ、およびその他の大衆娯楽におけるデジタル資産の商品化に使用されており、ほとんどのNFTはイーサリアムのブロックチェーン上にあるが、他のブロックチェーンでは独自のバージョンのNFTを実装することができる。同年の最初の数ヶ月間だけでも、注目を集める販売が多数行われた。2021年2月、ミュージシャンのグライムスは、デジタルアートを表す約600万ドル相当のトークンをNifty Gatewayで販売した。同月末には、ミームのアニメーションである『Nyan Cat』を表すNFTが、インターネットのマーケットプレイス上で60万ドル弱で販売された。2021年2月28日、EDMのミュージシャンである3LAUは、彼のアルバム『Ultraviolet』の3周年を記念して、33個のNFTコレクションを総額1,170万ドルで販売した。2021年3月5日、バンドのキングス・オブ・レオンは、新リリースしたアルバム『When You See Yourself』を初めてNFTの形で販売し、200万ドルの売上を計上した。2021年3月11日、アメリカのデジタル・アーティストであるBeepleの作品『Everydays: The First 5000 Days』が、著名なオークションハウスである「クリスティーズ」に初めてNFT作品として出品され、6,930万ドルで落札された。2021年3月22日には、TwitterとSquareの創業者であるジャック・ドーシーが、自身の最初のツイートを表したNFTを250万ドル以上で売却した。
NFTの投機的市場は、より多くの投資家がより大きな量とレートで取引するようになった。NFT購買の急増は、専門家の間ではバブル経済と呼ばれ、ドットコムバブルとも比較された。2021年4月中旬には需要が大幅に落ち着き、価格は大幅に下落した。初期の購入者は「非常に上手くいった」とブルームバーグ・ビジネスウィークは報じている。ワールド・ワイド・ウェブの発明者である計算機科学者のティム・バーナーズ＝リーの功績を称えるワールド・ワイド・ウェブのソースコードのNFTが、2021年6月にロンドンのサザビーズによって競売にかけられ、540万米ドルで落札された。
日本発の動きとしては、2021年8月にそれまで無名の作家がSNS用のアイコン画像Kawaii SKULLの発売を開始し、翌年までに2億円を売り上げた。2021年10月4日にももいろクローバーZがトレーディングカードをNFTで全世界同時発売し、2000万円以上を売り上げた。
2021年12月21日、坂本龍一「Merry Christmas Mr. Lawrence」のメロディーを595音に分割した1音ずつのNFTが発売。
2022年2月、山古志地域振興プロジェクトとして長岡市後援のもとNishikigoiNFT販売開始。

### NFTバブルの崩壊（2023年 - 現在）
2023年には大きく価値が暴落し、投資家が所有していたNFTの95%が価値を喪失したとするレポートもある。

## 用途
NFTの同一性と所有権は、ブロックチェーンの台帳を介して検証可能である。NFTの所有権は、基礎となるデジタル資産を使用するためのライセンスと関連づけられていることが多いが、一般的に購入者に著作権を譲渡するものではなく、個人的・非営利目的のみとするライセンスの場合もあれば、基礎となるデジタル資産の営利目的の使用を認めるライセンスの場合もある。
(NFTも一般的な真贋証明書や鑑定書と同様に、それ自体がアートや天然鉱石などの実態ではない。NFTによる所有権の主張も共同体により台帳と認められない限り効力は無い。)

### デジタルアート
デジタルアートは、ブロックチェーン技術によってNFTの固有の署名とその保有の権利を保証することができるため、NFTの初期のユースケースとなった。Beepleによるデジタルアート作品は、2021年に6930万米ドルで落札された。クリスティーズは、Beepleの『Everydays: The First 5000 Days』をその金額で落札し、オークション業界のニュースとなった。英語版Wikipediaでは議論の結果、NFTを「アート」として扱わない決定が行われている。

### デジタル資産
| jack  | Xの短文投稿より |
| @jack |                 |

             just setting up my twttr
         

        March 21, 2006

NFTは、芸術作品の他にも画像や音声など、あらゆるデジタルデータに固有の権利を保障する事ができる。SNSへの投稿にも当てはめることが可能で、Twitter社CEOジャック・ドーシーが投稿したTwitter上最初の投稿が、292万米ドルで落札された。投稿には、just setting up my twttr（ツイッターを立ち上げているところ）と書かれている。

### 映画
2021年11月、映画監督クエンティン・タランティーノは『パルプ・フィクション』のノーカットシーンを基にした7つのNFTを発表した。その後、ミラマックスは映画の権利を侵害されたとして訴訟を起こした。

### ゲーム
NFTは、ゲーム開発者ではなく、ユーザーがコントロールするゲーム内資産を表すためにも使用される。ゲームにおけるNFTの最初の利用は、Tokenzoneが中央集権的なアプローチで実施した。 NFTを使えば、ゲーム開発者の許可を得ずに、サードパーティのマーケットプレイスで資産を取引することができる為問題が起きる懸念も有る。
また、NFTをランダムに販売するサービス(NFTの内容を購入者に事前に知らせずに販売するパック販売やガチャ等)については、刑法185条及び186条に基づく賭博罪を構成するとの指摘がなされており、国内での実施が難しい状況にある。

### 不動産
OpenLawというブロックチェーンプロトコルでは、不動産をNFT化し売買にかかわる契約書作成の手続きや実行を、より短時間で簡素にできるため話題を集めている。今後利子や税金といった複雑な契約の実装も実現するか注目されている。

## 法的性質

非代替性トークンと関連資産の所有権を表した図。NFT自体は所有・取引が可能。関連資産は所有可能な場合があるが、保証はない。関連資産が何であるのか、それに対する権利が購入者に譲渡されるのかどうかは、トークンのスマート・コントラクトの内容に大きく依存する。

NFTの法的性質について確立した見解やそれを判断した裁判例もない。なお、NFTは情報それ自体であって有体物ではないため、所有権その他物権の対象にはならず、NFTに対する占有という概念もない（民法180条参照）。そのため、NFTが第三者から侵害された場合でも、所有権に基づき認められる返還請求権や妨害排除請求権、妨害予防請求権等の物権的請求権が認められることはない。裁判例（東京地裁平成27年8月5日判決）も、NFTと同じブロックチェーン技術に基づくビットコインにつき、その有体性を欠くため物権である所有権の客体とはならないと判示している。NFTは電子データであるため、それを現に保有する者が自由に利用できるのが原則であるが、NFTの利用関係を定める他者との契約等による制約がなされることがある。

### 著作権
NFTを保有することにより、そのNFTに関連づけられたアートなどの著作物の知的財産権（著作権など）を保有することにはならない。あるアーティストが自身の作品と関連づけたNFTを販売し、そのNFTが購入され、所有権が変更されても、必ずしも購入者に著作権が譲渡されるわけではなく、元の所有者は同じ作品のNFTをさらに作成できる。法学者のレベッカ・タシュネットは、「明示的に譲渡されない限り、購入者が元の作品の著作権を有することにはならない」と述べている。実際に、NFT購入者が原作品の著作権を一般的に取得することはない。もっとも、NFTは高額取引の対象として市場に流通しており、何らかの財産権が認められるという見解が支配的であるため、NFTが第三者に奪われたり、破壊された場合には、侵害者に民事責任や刑事責任が生じる可能性がある。

## ブロックチェーンの規格
さまざまなブロックチェーンの用途をサポートするために、特定のトークンの規格が作成されている。イーサリアムは、ERC-721規格でNFTをサポートした最初のブロックチェーンであり、現在最も広く使用されている。他の多数のブロックチェーンも、NFTの人気沸騰を受けて、NFTをサポートしたり、サポートの計画を立てている。

### イーサリアム
ERC-721は、イーサリアムのブロックチェーン上で代替不可能なデジタル資産を表現するための最初の規格である。ERC-721は、Solidityで書かれた継承可能なスマート・コントラクト規格であり、開発者はOpenZeppelinライブラリからコントラクトをインポートすることで、新たにERC-721に準拠したコントラクトを作成できる。ERC-721は、一意な識別子の所有者を追跡できる基本的なメソッド、および所有者が他者に資産を譲渡するための許可された方法を提供する。
ERC-1155は、ERC-721の機能の一部を提供するだけでなく、「準代替可能性」（英: semi-fungibility）を提供する。つまり、ERC-1155を使ってERC-721のアセットを構築できる。ERC-721のユニークIDが単一の資産を表すのとは異なり、ERC-1155トークンのユニークIDは資産のクラスを表し、特定のウォレットが持つクラスの量を表すフィールドが追加されている。同じクラスの資産には互換性があり、ユーザーは任意の量の資産を他者に譲渡できる。
イーサリアムは現在、高い取引手数料（ガス代と呼ばれる）がかかるため、NFTにも対応したイーサリアム用のレイヤー2のソリューションが登場している。
- Immutable X - NFTに特化して設計されたイーサリアムのレイヤー2・プロトコル。ZK Rollupを使用して取引にかかるガス代を取り除いている。
- Polygon - OpenSeaなどの主要NFTマーケットプレイスでサポートされているプルーフ・オブ・ステーク型のブロックチェーン。以前はMatic Networkとして知られていた。

### その他のブロックチェーン
- シンボル - シンボルの機能であるモザイク及びアグリゲートトランザクションを利用したフルオンチェーン型NFT[83]が存在する。データをブロックチェーン上に格納するため半永久的な永続性を持ったNFTであることが最大の特徴である。NFTDriveを利用して比較的簡単にフルオンチェーンNFTを発行することができる。またERC-721やERC-1155のメタデータに、シンボルチェーン上のデータアカウントを紐付けることでイーサリアムチェーン上でも少ない手数料でフルオンチェーンNFTを発行することも可能である[84]。
- ビットコインキャッシュ - NFTをサポートしており、Juungleと呼ばれるNFTマーケットプレイスで使用されている[35][85]。
- カルダノ - 2021年3月のアップデートで、スマート・コントラクトなしでNFTの作成を可能にするネイティブ・トークンを導入した。カルダノのNFTマーケットプレイスには、CNFTとTheosがある[86][87]。
- FLOW - プルーフ・オブ・ステーク型のコンセンサスモデルを使用しており、NFTをサポートしている。CryptoKittiesは将来的にイーサリアムからFLOWに移行する予定である[35]。
- GoChain - 「環境に優しい」と自称しているブロックチェーン。NFTをサポートしており、Zeromintと呼ばれるNFTマーケットプレイスとVeVe（英語版）で使用されている[88]。
- Solana（英語版） - NFTをサポートしている[89]。
- Tezos（英語版） - プルーフ・オブ・ステーク型のブロックチェーン。NFTの販売をサポートしている[90]。

## 批判

### オフチェーンでの保管

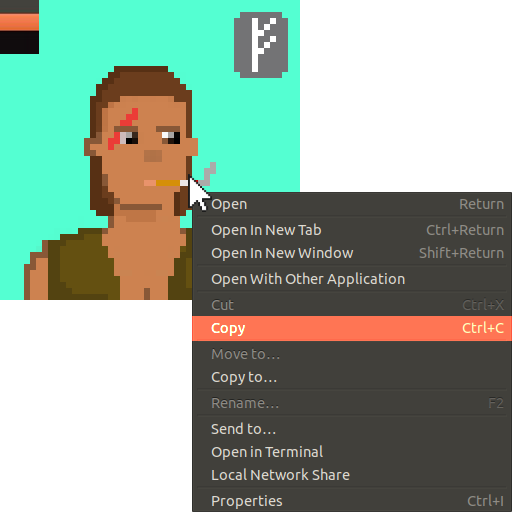
非代替性トークンに関連づけられたデジタルアートがコピーされる様子。アート自体はCC0でライセンスされているため、このような行為は合法である。

デジタルアートを対象としたNFTでは、ファイルサイズが大きいため、一般的にブロックチェーン上に作品のファイルは保存されない。トークンは所有権証明書に近い形で機能しており、URLで当該作品を指し示しているだけであるため、リンク切れになる可能性がある。NFTは作品自体とは切り離されているため、主に右クリックを通じて、誰でも簡単にそのNFTが指し示す画像のコピーを保存できる。NFT支持者は、このようなNFT作品の複製を「右クリック主義」（英: right-clicker mentality）と呼んでおり、あるコレクターは、購入したNFTの価値を「それだけの金額を支払う余裕があることをアピールするためのステータスシンボル」と例えている 。
「右クリック主義」という言葉は、NFT市場に批判的な人々の間で、NFTに裏付けられたデジタルアートを簡単に保存できることを誇示するために使われたことから広まった。オーストラリアのプログラマーであるGeoffrey Huntleyは、NFTのデジタルアート画像を可能な限りダウンロードし、パイレート・ベイを模した「The NFT Bay」を作成し、15テラバイトの画像をすべて無料で提供した。Huntleyは、自身の作品をポーリン・パンツダウンが行ったようなアート・プロジェクトになぞらえ、このサイトが「NFTとは何か、何ではないか」をユーザーに伝える一助になればと考えているという。

### 環境問題
NFTの売買は、ブロックチェーン取引に伴うエネルギー使用量の多さが問題になっている。近年、ビットコインやイーサリアムのネットワークで使用されているプルーフ・オブ・ワーク（英: Proof of Work, PoW）の検証プロセスに関連して、電力使用量が多いことを指摘するウェブ記事や学術報告が多数寄せられている。これらの研究による年間の温室効果ガス排出量の推定値は、使用されている再生可能エネルギーのレベルによって異なるが、数百メガトンに上ることもあり、スウェーデンのような国の排出量に匹敵する。このような高いエネルギー必要量の主な原因は、NFTの売買を含むブロックチェーン取引の検証に使用されるPoWアルゴリズムの演算プロセスにある。しかし、ethereum.orgによると、これらの検証サイクルは、NFTの活動レベルとはほぼ無関係にエネルギーを消費するとのことである。
Memo Atkenなどの一部のデジタルアーティストは、イーサリアムネットワーク上でのNFTの売買による環境への大きな影響について、強い懸念と主張を表明している。このような懸念に対応するため、イーサリアム財団は、エネルギー消費の少ないプルーフ・オブ・ステーク（英: Proof of Stake, PoS）タイプの検証プロトコルへの移行を進めており、現在のPoW検証プロセスで使用されているエネルギーの1%未満になると予測している。この移行は、2022年までに完了する予定である。それまでの間、一部のNFTアートサイトでは、NFTの購入時にカーボンオフセットの購入を選択できるようにしたり、収益の一部をオフセットプログラムに寄付したりしている。
FLOWのような最新のNFT技術は、すでにプルーフ・オブ・ステークアルゴリズムを採用しており、エネルギー使用量を大幅に削減することができるとしている。CryptoKittiesでは、イーサリアムからFLOWへの移行を計画している。

### 手数料
販売プラットフォームは、ミンティング・リスティング・クレーミング・二次販売などの手数料をアーティスト（売り手）とバイヤー（買い手）に請求する。Beepleの『Everydays: The First 5000 Days』が6,930万ドルで販売された直後である2021年3月のNFT市場を分析したところ、NFT作品のほとんどが200ドル以下で販売されており、3分の1が100ドル以下で販売されていた。100ドル以下で販売された作品は、NFT販売プラットフォームからその金額の72.5 - 157.5%の手数料を請求されており、このようなアーティストは平均して売上よりも手数料を多く支払っていたことになる。

### 盗用と詐欺
「アーティストが自身の作品を勝手にコピー」され、NFTとして販売された事例が複数確認されている。2015年にアーティストのQing Hanが亡くなった後、彼女のアイデンティティは詐欺師に乗っ取られ、彼女の作品の数々がNFTとして購入できるようになった。同様に、2021年にはバンクシーを装った出品者が、バンクシーの作品とされるNFTを33万6,000ドルで販売することに成功したが、メディアに取り上げられた後、出品者は返金を行った。
「スリープミンティング」（英: sleepminting）と呼ばれる手法では、詐欺師がアーティストのウォレットにNFTをミントし、アーティストに気づかれることなく自分のアカウントに戻すことができる。あるホワイトハッカーは、この手法でアーティストのBeepleのものに見える不正なNFTをミントすることに成功した。
BBCは、NFTマーケットプレイスのOpenSeaの従業員が、会社のトップページで宣伝されることを事前に知りながら、特定のNFTを発売前に購入したというインサイダー取引の事例を報じた。NFT取引は規制が進んでいない市場であり、このような不正行為に対抗する法的手段はない。